# Paul Pender
Paul Pender (Brookline, 20 giugno 1930 – Bedford, 12 gennaio 2003) è stato un pugile statunitense, Campione del mondo dei pesi medi agli inizi degli Anni '60.

## Biografia
La sua carriera è stata ostacolata dalle mani fragili. Nel 1955 incontrò il futuro campione del mondo dei medi Gene Fullmer, da cui fu però sconfitto ai punti.
Nel 1959 fu designato dalla Commissione Atletica dello Stato di New York per incontrare il trentanovenne Sugar Ray Robinson per il titolo mondiale lineare dei pesi medi, riconosciuto anche dalla rivista The Ring, ma non dalla National Boxing Association che, invece, riconosceva Fullmer. Il 22 gennaio 1960, al Boston Garden, con decisione controversa ai punti in 15 riprese (146-142, 148-142, 138-147), Pender batté l'anziano fuoriclasse e conquistò il titolo mondiale.
Nemmeno cinque mesi dopo, sullo stesso ring, si combatté la rivincita che arrise nuovamente a Pender, grazie a un'altra decisione controversa ai punti in 15 riprese (144-146, 147-142, 149-138).
Il 14 gennaio 1961, sempre a Boston, mise in palio il titolo contro il britannico Terry Downes e lo sconfisse per knock-out tecnico alla nona ripresa. Poi affrontò, con il titolo in palio, un altro fuoriclasse del ring, l'italo-americano Carmen Basilio, battendolo ai punti per decisione unanime. Perse però il titolo nella rivincita da lui concessa a Terry Downes l'11 luglio 1961, alla Wembley Arena di Londra, per abbandono alla nona ripresa. L'incontro fu dichiarato Sorpresa dell'anno 1961 dalla rivista Ring Magazine.
Fu allestito allora un terzo incontro tra Pender e Downes, il 7 aprile 1962, al Boston Garden, che lo statunitense si aggiudicò ai punti, riconquistando la cintura mondiale. Dopo questo match, Paul Pender si è ritirato ancora in possesso del titolo lineare di campione del mondo dei pesi medi, riconosciuto dalla Commissione Atletica dello Stato di New York e dalla rivista The Ring.